# Borzas sakutyúk
A borzas sakutyúk (Penelope purpurascens) a madarak osztályának tyúkalakúak (Galliformes) rendjébe és a hokkófélék (Cracidae) családjába tartozó faj.

## Rendszerezése
A fajt Johann Georg Wagler német ornitológus írta le 1830-ban.

## Alfajai
- Penelope purpurascens aequatorialis Salvadori & Festa, 1900
- Penelope purpurascens brunnescens Hellmayr & Conover, 1932
- Penelope purpurascens purpurascens Wagler, 1830

## Előfordulása
Mexikó, Belize, Costa Rica, Guatemala, Honduras, Nicaragua, Panama, Salvador, Ecuador, Kolumbia, Peru és Venezuela területén honos. Természetes élőhelyei szubtrópusi és trópusi síkvidéki és hegyi esőerdők, lombhullató erdők. Állandó, nem vonuló faj.

## Megjelenése
Testhossza 72–91 centiméter, testtömege 1620–2430 gramm.
|  |

## Életmódja
Bogyókkal, fügével és más gyümölcsökkel táplálkozik.

## Természetvédelmi helyzete
Az elterjedési területe rendkívül nagy, egyedszáma ugyan csökken, de még nem éri el a kritikus szintet. A Természetvédelmi Világszövetség Vörös listáján nem fenyegetett fajként szerepel.

## Külső hivatkozások
- Képek az interneten a fajról
- Internet Bird Collection - videók a fajról
- Xeno-canto.org - a faj hangja és elterjedési területe